# Berliet VM
Der Berliet VM, auch „16 HP“ genannt, war ein PKW-Modell des Fahrzeugherstellers Berliet in Lyon aus den frühen 1920er Jahren. Es gab auf seinem Fahrgestell auch zahlreiche Varianten als Lieferwagen und leichte Lkw („Camionettes“).

## Geschichte
Der Typ Berliet VM wurde ein erstes Mal auf dem Pariser Autosalon im Herbst 1922 vorgestellt. Er erhielt seine allgemeine Betriebserlaubnis am 29. Juni 1923. Er war ein Fahrzeug der gehobenen Mittelklasse und Nachfolger des Berliet VL. Über produzierte Stückzahlen ist nichts bekannt. Es wurde jedoch auch an den Pariser Autosalons der Jahre 1923 und 1924 ausgestellt. Also wurde das Modell über 4 Jahre produziert und muss daher erfolgreich gewesen sein, was bei einem Mittelklassewagen auf eine Stückzahl mindestens im oberen dreistelligen Bereich schließen lässt. Im Jahr 1922 wurde das bloße Chassis für 17.500.- Francs angeboten, im Herbst 1923 war inflationsbedingt der Preis auf 23.000.- Francs gestiegen, im Herbst 1924 auf 24.800.- Francs, und das komplette Fahrzeug kostete Herbst 1924 je nach Karosserie 31.000.- bis 41.650.- Francs. Die Fertigung wurde offenbar im Laufe des Jahres 1925 eingestellt, einen erkennbaren direkten Nachfolger gab es nicht.

## Technik
Gegenüber seinem Vorgänger war statt des Dreigang- ein Vierganggetriebe eingebaut (gilt auch für die im Folgenden aufgezählten Varianten), der Radstand von 3,13 auf 3,15 m vergrößert. Steuerlich war das Fahrzeug mit 16 CV eingestuft. Die bei 1550/min entwickelte Höchstleistung ist – wie in Frankreich damals üblich – nicht genannt, dürfte aber bei mindestens 40 PS gelegen haben. Im Übrigen wird auf die in der Info-Box genannten Daten verwiesen.

## Lieferwagen-Varianten
Die Camionette-Varianten (Lieferwagen bzw. leichte Lkw) sind zwar heute weniger bekannt als der Pkw-Ausgangstyp, wurden aber seinerzeit erheblich mehr und erheblich länger (teilweise bis 1933) produziert als der Pkw. Im Einzelnen:

### Berliet VMA
Der Berliet VMA war eine Camionette (= Lieferwagen oder leichter Lkw), der seine allgemeine Betriebserlaubnis am 28. Juni 1923 (und damit einen Tag vor dem Basistyp Berliet VM) erhielt. Seine unbezifferte Höchstleistung entwickelte er bei 1450/min, der Motor vom Typ MLX war also gegenüber der Pkw-Variante etwas gedrosselt. Alle übrigen technischen Daten, soweit überliefert, entsprechen denen des Berliet VM. Von reservierten Nummernbändern für eine Serienproduktion oder einer Nutzlast ist nichts überliefert, vielleicht blieb es ein Prototyp.

### Berliet VMAB
Der Berliet VMAB erhielt eine allgemeine Betriebserlaubnis am 4. März 1929. Sein Motor entsprach in den Zylindermaßen dem des Berliet VM, indessen war er steuerlich mit 19 statt 16 CV eingestuft und entwickelte seine nicht genannte Höchstleistung bei 1800 statt 1550/min. Das Leergewicht des bloßen Chassis wird mit 1360 kg, die Nutzlast mit 1500 kg genannt. Auch hier könnte es bei einem Prototyp sein Bewenden gehabt haben, da ein für die Serienproduktion reserviertes Nummernband nicht erwähnt wird.

### Berliet VMB
Der Berliet VMB war ein in größeren Stückzahlen ab 1923 produzierter leichter Lkw mit 1,8 Tonnen Nutzlast.
Die verwendeten wassergekühlten Vierzylindermotoren (Typen ML5, ML10, MDR) hatten wie der Berliet VM eine Bohrung von 90 und einen Hub von 130 mm, also einen Hubraum von 3308 cm³. Steuerlich war das Fahrzeug mit 16 CV eingestuft. Die bei 1500/min entwickelte Höchstleistung ist – wie in Frankreich damals üblich – nicht genannt. Für die Serienproduktion wurden die Nummernbänder 28.000–30.500 (2500 Stück) und 57.000–60.000 (3000 Stück) reserviert, allerdings zusammen mit dem Typ Berliet VHB, der offenbar das gleiche Chassis hatte. 1930 endete die Produktion, in diesem Jahr wurden vom Typ VHB noch 177 und vom Typ VMB noch 377 Stück gebaut.

### Berliet VMBG
Der Berliet VMBG (allgemeine Betriebserlaubnis am 1. März 1926 erteilt) war eine Variante des Berliet VMB mit Holzgas-Motor, worauf des G (= gazogéne) in der Typenbezeichnung hindeutet. Der Motor hatte die gleichen Zylindermaße wie der des Berliet VM, war jedoch steuerlich nur mit 14 CV eingestuft. Die bei 1450/min entwickelte Höchstleistung ist auch hier nicht genannt. Die Nutzlast betrug wie beim Berliet VMB 1,8 Tonnen. Chassisnummernbänder wurden nicht vergeben: Entweder handelte es sich nur um einen Prototyp, oder die gebauten Fahrzeuge sind beim Berliet VMB mit enthalten.

### Berliet VM6B
Der Berliet VM6B erhielt seine allgemeine Betriebserlaubnis am 18. Mai 1925. Er hatte eine Nutzlast von 1,8 Tonnen, die im Februar 1928 auf 2 Tonnen erhöht wurde. Sein Motor vom Typ MLR entsprach in allen überlieferten Daten dem des Berliet VM. Für die Serienproduktion wurde das Chassisnummernband 71.501–73.000 (1500 Stück) reserviert. Inwieweit diese reservierten Nummern alle vergeben wurden, bleibt offen.

### Berliet VMKD
Der Berliet VMKD erhielt seine allgemeine Betriebserlaubnis am 13. August 1928. Zylindermaße und Hubraum des Motors (Typ MLRC)entsprachen dem des VM, indessen entwickelte er seine nicht genannte Höchstleistung bei 1800/min. und war steuerlich mit 19 CV eingestuft, die Motorleistung war also höher. Das Gewicht des bloßen Chassis wird mit 2030 kg angegeben, eine Nutzlast ist nicht genannt. Chassisnummern für die Serienproduktion wurden nicht reserviert, es blieb daher wohl bei einem Einzelstück, das für einen Test-Wettbewerb in Marokko hergestellt wurde.

### Berliet VMP
Der Berliet VMP ist nach dem Berliet VMB die erfolgreichste Variante des Grundtyps Berliet VM. Er erhielt seine allgemeine Betriebserlaubnis am 1. Mai 1925. Die technischen Daten des Motors (Typ MD5) entsprachen dem des VM. Die Nutzlast betrug 3 Tonnen. Für die Serienproduktion wurde das Chassisnummernband 30.501–33.250 (2750 Stück) reserviert. Inwieweit diese reservierten Nummern alle vergeben wurden, bleibt offen: Für die Jahre 1925–29 liegen gebaute Stückzahlen nicht vor, 1930 wurden 128, 1931 wurden 65, 1932 wurden 54, 1933 noch 10 Stück hergestellt.
Ein Exemplar des Berliet VMP ist erhalten und im Conservatoire der Fondation Berlietin Le Montellier 30 km nordöstlich von Lyon ausgestellt.

### Berliet VM8P
Der Berliet VM8P erhielt wie der Berliet VM6B seine allgemeine Betriebserlaubnis am 18. Mai 1925. Er hatte eine Nutzlast von 3 Tonnen, alle übrigen technischen Daten – soweit überliefert – waren identisch mit denen des Berliet VM6B. Für die Serienproduktion wurde kein Chassisnummernband reserviert, das Fahrzeug blieb daher entweder ein Einzelstück, oder für den Berliet VMP vorgesehene Chassisnummern wurden verwendet.

### Berliet VMP2
Der Berliet VMP2 erhielt seine allgemeine Betriebserlaubnis am 24. März 1933 und war damit offenbar als Nachfolger des Berliet VMP gedacht. Die technischen Daten des Motors (Typ MLX16) entsprachen dem des VM, jedoch entwickelte er seine nicht genannte Höchstleistung bei 2000/min, hatte also eine höhere Leistung. Das Gewicht des bloßen Chassis wird mit 1800 kg angegeben, das höchstzulässige Gesamtgewicht mit 6100 kg, eine Nutzlast ist nicht genannt. Für die Serienproduktion wurde das Chassisnummernband 121.521–121.600 (80 Stück) reserviert, jedoch taucht das Fahrzeug in der Produktionsstatistik ab 1933 nicht auf, sodass es wohl bei einem Einzelstück blieb.

### Berliet VMPG
Der Berliet VMPG (allgemeine Betriebserlaubnis am 15. März 1926 erteilt) war eine Variante des Berliet VMP mit Holzgas-Motor, worauf des G (= gazogéne) in der Typenbezeichnung hindeutet. Der Motor hatte die gleichen Zylindermaße wie der des Berliet VM, jedoch steuerlich nur mit 12 CV eingestuft. Die bei 1450/min entwickelte Höchstleistung ist auch hier nicht genannt. Die Nutzlast ist ebenfalls nicht genannt, es bleibt daher Spekulation, ob sie auch – wie beim Berliet VMP – 3 Tonnen betrug. Chassisnummernbänder wurden nicht vergeben: Entweder handelte es sich nur um einen Prototyp, oder die gebauten Fahrzeuge sind beim Berliet VMP mit enthalten.

### Berliet VMRB
Der Berliet VMRB erhielt seine allgemeine Betriebserlaubnis am 8. Juli 1926. Die technischen Daten des Motors (Typ MLR) entsprachen dem des VM, indessen hatte der Motor Seiten- statt Kopfventile. Die Nutzlast betrug 3 Tonnen. Für die Serienproduktion wurde das Chassisnummernband 73.401–73.600 (200 Stück) reserviert. Inwieweit diese reservierten Nummern alle an fertiggestellte Fahrzeuge vergeben wurden, bleibt offen.

### Berliet VMRBG
Der Berliet VMRBG (allgemeine Betriebserlaubnis am 9. Mai 1927 erteilt) war eine Variante des Berliet VMRB mit Holzgas-Motor, worauf des G (= gazogéne) in der Typenbezeichnung hindeutet. Der Motor hatte die gleichen Zylindermaße wie der des Berliet VM, jedoch steuerlich nur mit 13 CV eingestuft. Die bei 1450/min entwickelte Höchstleistung ist auch hier nicht genannt. Auch die Nutzlast ist nicht genannt, es bleibt daher Spekulation, ob sie auch wie beim Berliet VMRB 3 Tonnen betrug. Chassisnummernbänder wurden nicht vergeben: Entweder handelte es sich nur um einen Prototyp, oder die gebauten Fahrzeuge sind beim Berliet VMRB mit enthalten.

### Berliet VMS
Der Berliet VMS erhielt seine allgemeine Betriebserlaubnis am 12. Februar 1925. Das S in der Typenbezeichnung deutet auf eine gegenüber dem Normalfahrgestell tiefergelegte (= surbaisse) Version hin. Die technischen Daten des Motors (Typ MER oder MLM) entsprachen denen des VM. Die Nutzlast betrug 2 Tonnen. Für die Serienproduktion wurde (zusammen mit dem Berliet VHS) das Chassisnummernband 53.001–53.500 (500 Stück) reserviert. Inwieweit diese reservierten Nummern alle vergeben wurden, bleibt offen. Im Jahr 1930 wurden noch 22 Stück, 1933 weitere 8 Stück gebaut.

### Berliet VMSD
Der Berliet VMSD erhielt seine allgemeine Betriebserlaubnis am 11. März 1927. Er hatte eine Nutzlast von 2 Tonnen. Sein Motor vom Typ MLK entsprach in allen überlieferten Daten dem des Berliet VM, hatte allerdings Seiten- statt Kopfventile. Für die Serienproduktion wurde das Chassisnummernband 77.251–77.450 (200 Stück) reserviert. Inwieweit diese reservierten Nummern alle vergeben wurden, bleibt offen.

### Originalquellen
Eine Publikation, in der alle vor 1945 gebauten Berliet-Typen individuell abgehandelt wären, gibt es nicht. Neben der unten erwähnten Literatur wurde auf die folgende in der Fondation Berliet verwahrte Originalunterlagen zurückgegriffen:
- „Fiches des Mines“: Es sind die Werksunterlagen zur Erteilung einer allgemeinen Betriebserlaubnis, hierfür ist in Frankreich der „Inspecteur des mines“ sachlich zuständig. Diese Unterlagen sind im Berliet-Archiv chronologisch geordnet und nummeriert. Nicht zu jedem Typ bzw. Variante gibt es entsprechende Unterlagen, teils, weil sie wohl als Untervarianten eines anderen Typs verstanden wurden, für den eine gesonderte Erlaubnis nicht erforderlich war, teils wohl, weil diese Unterlagen im Laufe der letzten 100 Jahre verlorengegangen sind. Bei Militärtypen gibt es Hinweise, dass eine Betriebserlaubnis direkt durch militärische Dienststellen erfolgte, was entsprechende „fiches des mines“ überflüssig machte. Die Quellenbezeichnung lautet: „Fiches No....“
- „Etat des véhicules utilitaires et autobus declares aux mines depuis 1920“, eine 15-seitige Zusammenstellung vom 1. Dezember 1941, enthält insbesondere die reservierten Chassisnummernbänder, die jedoch vielfach nicht vollständig ausgeschöpft wurden, einige Typen bzw. Varianten werden nicht erwähnt, Quellenbezeichnung lautet: „Etat S...“
- „Nombre de véhicules construits de 1930 à 1942“, siebenseitige Zusammenstellung der zwischen 1930 und 1942 gebauten Stückzahlen an Nutzfahrzeugen, erstellt wohl 1943, erste Seite teilweise irreparabel verderbt, teilweise werden mehrere Typen bzw. Varianten zusammengefasst, Quellenbezeichnung lautet: „Nombre S...“

### Sonstige Quellen
- René Bellu, Toutes les voitures Françaises 1922, in Automobilia Hors-Serie No.76, Paris 2006, zit. als „Bellu 1922“
- René Bellu, Toutes les voitures Françaises 1923, in Automobilia Hors-Serie No.92, Paris 2008, zit. als „Bellu 1923“
- René Bellu, Toutes les voitures Françaises 1924, in Automobilia Hors-Serie No.82, Paris 2007, zit. als „Bellu 1924“
- René Bellu, Toutes les voitures Françaises 1925, in Automobilia Hors-Serie No.72, Paris 2006, zit. als „Bellu 1925“
- Monique Chapelle: Berliet. 1. Auflage. EMCE, Saint-Chamond 2016, ISBN 978-2-35740-049-8.